# Chicago Women's Open 2021
Chicago Women's Open 2021 byl tenisový turnaj pořádaný jako součást ženského okruhu WTA Tour. Probíhal mezi 22. a 28. srpnem 2021 v illinoiské metropoli Chicagu jako premiérový ročník turnaje.
Událost s rozpočtem 235 238 dolarů patřila do kategorie WTA 250. Podnik byl jedním ze tří turnajů, které se během léta 2021 konaly v témže areálu. Bezprostředně před ním v něm proběhl Chicago Challenger spadající na nižšího ženského okruhu WTA 125K. Na přelomu září a října se pak uskutečnil  Chicago Fall Tennis Classic z kategorie WTA 500. Do kalendáře byly chicagské události zařazeny dodatečně po zrušení podzimní asijské sezóny kvůli koronavirové pandemii. Ředitelem všech tří turnajů se stal Kamau Murray, do roku 2017 kouč Sloane Stephensové a zakladatel areálu  XS Tennis ve Washingtonském parku u chicagské univerzity, jenž měl klíčový podíl na pořádání chicagských akcí.
Šestnáctý kariérní titul ze dvouhry získala nejvýše nasazená Ukrajinka Elina Svitolinová. Druhou společnou trofej vybojoval třetí nasazený pár Nadija Kičenoková a Ioana Raluca Olaruová.

## Rozdělení bodů a finančních odměn

### Rozdělení bodů
| Soutěž  | vítězky | finalistky | semifinalistky | čtvrtfinalistky | 16 v kole | 32 v kole | Q | Q1 |
| ------- | ------- | ---------- | -------------- | --------------- | --------- | --------- | - | -- |
| dvouhra | 280     | 180        | 110            | 60              | 30        | 1         | 6 | 1  |
| čtyřhra | 280     | 180        | 110            | 60              | 1         | —         | — | —  |

### Finanční odměny
| dvouhra                               | 29 200 $ | 16 398 $ | 10 100 $ | 5 800 $ | 4 000 $ | 2 770 $ | 1 000 $ |
| čtyřhra                               | 10 300 $ | 6 000 $  | 3 800 $  | 2 300 $ | 1 750 $ | —       | —       |
| částky ve čtyřhře jsou uváděny na pár |          |          |          |         |         |         |         |

## Ženská dvouhra

### Nasazení
| Stát                          | Hráčka                 | WTA | Nasazení |
| ----------------------------- | ---------------------- | --- | -------- |
| Ukrajina                      | Elina Svitolinová      | 6.  | 1.       |
| Itálie                        | Camila Giorgiová       | 33. | 2.       |
| Rumunsko                      | Sorana Cîrsteaová      | 38. | 3.       |
| Slovinsko                     | Tamara Zidanšeková     | 40. | 4.       |
| Česko                         | Markéta Vondroušová    | 41. | 5.       |
| Švýcarsko                     | Viktorija Golubicová   | 47. | 6.       |
| Francie                       | Kristina Mladenovicová | 54. | 7.       |
| Ukrajina                      | Marta Kosťuková        | 56. | 8.       |
| Francie                       | Alizé Cornetová        | 57. | 9.       |
| Žebříček WTA k 16. srpnu 2021 |                        |     |          |

### Jiné formy účasti
Následující hráčky obdržely divokou kartu do hlavní soutěže:
- Françoise Abandová
- Katherine Sebovová
- Elina Svitolinová
- Venus Williamsová

Následující hráčky si zajistily postup do hlavní soutěže v kvalifikaci:
- Ana Bogdanová
- Zarina Dijasová
- Quinn Gleasonová
- Aldila Sutjiadiová

Následující hráčka postoupila jako tzv. šťastná poražená: 
- Clara Burelová

### Odhlášení
před zahájením turnaje
- Camila Giorgiová → nahradila ji  Clara Burelová
- Andrea Petkovicová → nahradila ji  Varvara Gračovová
- Jelena Rybakinová → nahradila ji  Misaki Doiová
- Ajla Tomljanovićová → nahradila ji  Fiona Ferrová

### Skrečování
- Clara Burelová
- Heather Watsonová
- Ana Bogdanová
- Alison Van Uytvancková
- Tereza Martincová

## Ženská čtyřhra

### Nasazení
| Stát                                                                      | Hráčka              | Stát             | Hráčka                | WTA  | Nasazení |
| ------------------------------------------------------------------------- | ------------------- | ---------------- | --------------------- | ---- | -------- |
| USA                                                                       | Nicole Melicharová  | Nizozemsko       | Demi Schuursová       | 23.  | 1.       |
| Čínská Tchaj-pej                                                          | Čan Chao-čching     | Čínská Tchaj-pej | Latisha Chan          | 42.  | 2.       |
| Ukrajina                                                                  | Nadija Kičenoková   | Rumunsko         | Ioana Raluca Olaruová | 80   | 3        |
| Ukrajina                                                                  | Ljudmyla Kičenoková | Japonsko         | Makoto Ninomijová     | 100. | 4.       |
| Žebříček WTA k 16. srpnu 2021; číslo je součtem umístění obou členek páru |                     |                  |                       |      |          |

### Odhlášení
před zahájením turnaje
- Anastasija Potapovová /  Heather Watsonová → nahradily je  Bárbara Gaticaová /  Rebeca Pereirová

v průběhu turnaje
- Hailey Baptisteová /  Claire Liuová
- Tereza Martincová /  Markéta Vondroušová
- Čan Chao-čching /  Latisha Chan

## Přehled finále

### Ženská dvouhra
- Elina Svitolinová vs.  Alizé Cornetová, 7–5, 6–4

### Ženská čtyřhra
- Nadija Kičenoková /  Ioana Raluca Olaruová vs.  Ljudmyla Kičenoková /  Makoto Ninomijová, 7–6(8–6), 5–7, [10–8]